# Shirosato, Ibaraki
Shirosato (城里町 Shirosato-machi) là thị trấn thuộc huyện Higashiibaraki, tỉnh Ibaraki, Nhật Bản. Tính đến ngày 1 tháng 10 năm 2020, dân số ước tính thị trấn là 18.097 người và mật độ dân số là 110 người/km2. Tổng diện tích thị trấn là 161,8 km2.

## Địa lý

### Đô thị lân cận
- Ibaraki
  - Mito
  - Kasama
  - Hitachiōmiya
  - Naka
- Tochigi
  - Motegi